# Liste der Kantone im Département Savoie
Das Département Savoie liegt in der Region Auvergne-Rhône-Alpes in Frankreich. Es untergliedert sich in 3 Arrondissements mit 19 Kantonen (französisch cantons).
| Kanton                  | Gemeinden | Einwohner 1. Januar 2022 | Fläche km² | Dichte Einw./km² | Code INSEE | Arrondissement(e)                 |
| ----------------------- | --------- | ------------------------ | ---------- | ---------------- | ---------- | --------------------------------- |
| Aix-les-Bains-1         | 9 1⁄2     | 30.324                   | 142,07     | 213              | 7301       | Chambéry                          |
| Aix-les-Bains-2         | 2 1⁄2     | 28.466                   | 13,72      | 2.075            | 7302       | Chambéry                          |
| Albertville-1           | 8 1⁄2     | 19.701                   | 157,07     | 125              | 7303       | Albertville                       |
| Albertville-2           | 14 1⁄2    | 24.551                   | 130,41     | 188              | 7304       | Albertville                       |
| Bourg-Saint-Maurice     | 12        | 25.234                   | 841,15     | 30               | 7305       | Albertville                       |
| Bugey savoyard          | 30        | 20.649                   | 289,90     | 71               | 7306       | Chambéry                          |
| Chambéry-1              | 1 ⁄3      | 23.663                   | 21,57      | 1.097            | 7307       | Chambéry                          |
| Chambéry-2              | 1 ⁄3      | 23.389                   | 5,99       | 3.905            | 7308       | Chambéry                          |
| Chambéry-3              | 1 ⁄3      | 26.374                   | 7,17       | 3.678            | 7309       | Chambéry                          |
| Modane                  | 16        | 13.834                   | 1.171,25   | 12               | 7310       | Saint-Jean-de-Maurienne           |
| Montmélian              | 27        | 25.312                   | 207,99     | 122              | 7311       | Chambéry                          |
| La Motte-Servolex       | 8         | 27.529                   | 90,82      | 303              | 7312       | Chambéry                          |
| Moûtiers                | 18        | 25.212                   | 861,37     | 29               | 7313       | Albertville                       |
| Le Pont-de-Beauvoisin   | 27        | 21.838                   | 271,81     | 80               | 7314       | Chambéry                          |
| La Ravoire              | 5         | 24.818                   | 27,84      | 891              | 7315       | Chambéry                          |
| Saint-Alban-Leysse      | 24        | 25.547                   | 384,94     | 66               | 7316       | Chambéry                          |
| Saint-Jean-de-Maurienne | 26        | 21.691                   | 632,34     | 34               | 7317       | Saint-Jean-de-Maurienne           |
| Saint-Pierre-d’Albigny  | 25        | 19.572                   | 294,70     | 66               | 7318       | Chambéry, Saint-Jean-de-Maurienne |
| Ugine                   | 16        | 17.584                   | 476,14     | 37               | 7319       | Albertville                       |
| Département Savoie      | 273       | 445.288                  | 6.028,25   | 74               | 73         | –                                 |

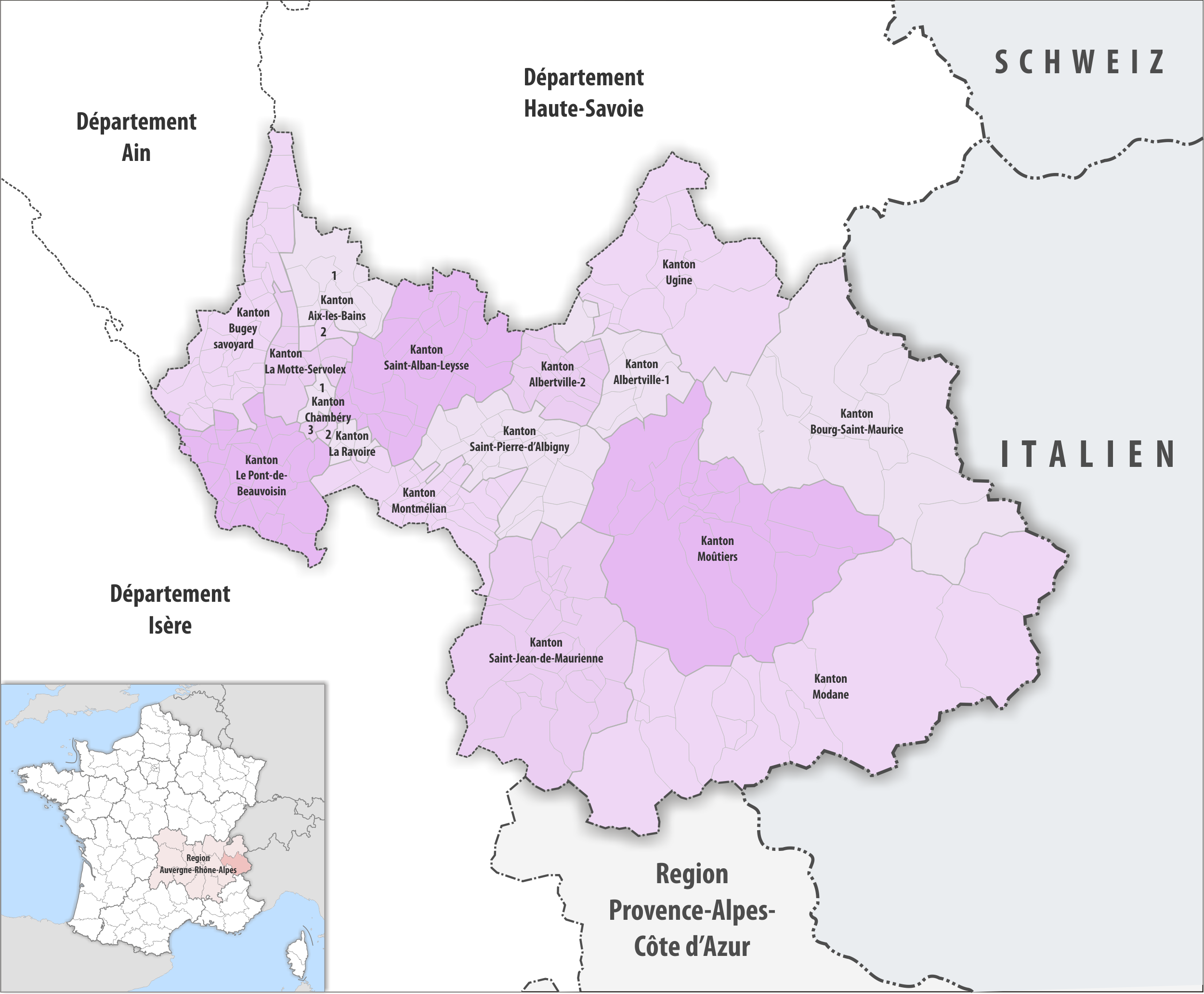
Gemeinden und Kantone im Département Savoie

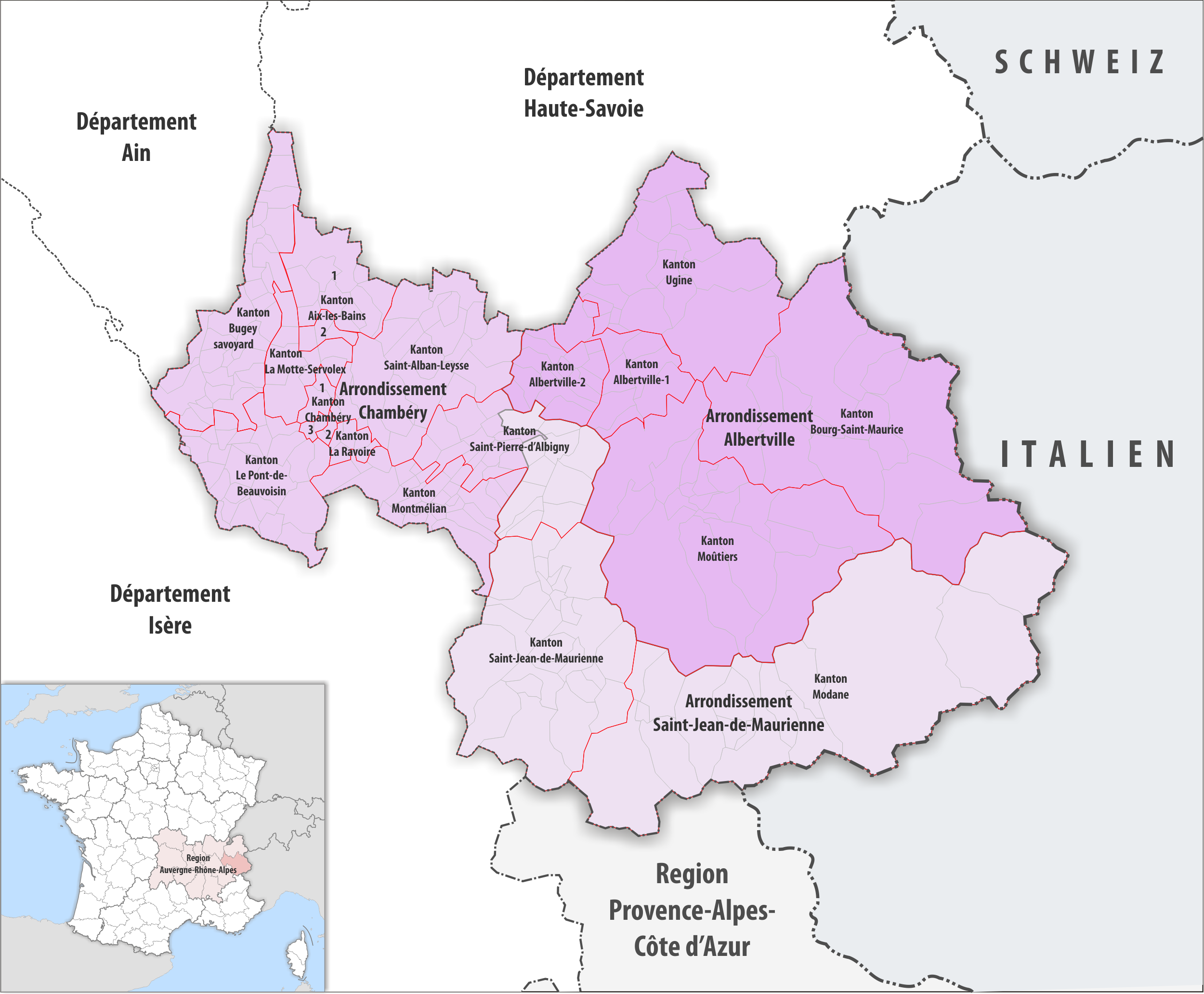
Gemeinden, Arrondissemente und Kantone im Département Savoie

Der Kanton Saint-Pierre-d’Albigny umfasst Gemeinden aus verschiedenen Arrondissements.

## Liste ehemaliger Kantone
Bis zum Neuzuschnitt der französischen Kantone im März 2015 war das Département Savoie wie folgt in 37 Kantone unterteilt:
| Arrondissement          | Kanton |
| ----------------------- | --- |
| Albertville             | Aime, Albertville-Nord, Albertville-Sud, Beaufort, Bourg-Saint-Maurice, Bozel, Grésy-sur-Isère, Moûtiers, Ugine |
| Chambéry                | Aix-les-Bains-Centre, Aix-les-Bains-Nord-Grésy, Aix-les-Bains-Sud, Albens, Chambéry-Est, Chambéry-Nord, Chambéry-Sud, Chambéry-Sud-Ouest, Chamoux-sur-Gelon, Le Châtelard, Cognin, Les Échelles, Montmélian, La Motte-Servolex, Le Pont-de-Beauvoisin, La Ravoire, La Rochette, Ruffieux, Saint-Alban-Leysse, Saint-Genix-sur-Guiers, Saint-Pierre-d’Albigny, Yenne |
| Saint-Jean-de-Maurienne | Aiguebelle, La Chambre, Lanslebourg-Mont-Cenis, Modane, Saint-Jean-de-Maurienne, Saint-Michel-de-Maurienne |